# The Dream Membrane
The Dream Membrane est un album de David Chaim Smith, Bill Laswell et John Zorn. David Chaim Smith y lit des extraits de son livre, The Awakening Ground, soutenus par un accompagnement ambient créé par John Zorn et Bill Laswell.

## Titres
| No | Titre              | Durée |
| -- | ------------------ | ----- |
| 1. | The Dream Membrane | 47:50 |

## Personnel
- David Chaim Smith - voix, textes
- Bill Laswell - basse, drones
- John Zorn - shofar, saxophone alto